# Kdo hledá zlaté dno
Kdo hledá zlaté dno je film režiséra Jiřího Menzela z roku 1974. Byl natáčen při výstavbě Vodní nádrže Dalešice. Patří mezi hůře hodnocené filmy Jiřího Menzela. Vypráví o mladém muži (Jan Hrušínský), který při návratu z vojenské služby začne pracovat na stavbě přehrady.